# 上田賢一
上田 賢一（うえだ けんいち、1932年 - ）は、岡山県の郷土史家。

## 概略
兵庫県神戸市生まれ。岡山県岡山市で育つ。瀬戸高等学校・岡山操山高等学校教諭を経て、退職後予備校講師を務める。

## 著書

### 共著
- 太田健一監修『図説 岡山・備前・玉野の歴史』郷土出版社、2010
- 太田健一監修『岡山市今昔写真集』樹林舎、2012
- 太田健一監修『井原・笠岡・浅口今昔写真集』樹林舎、2014